# Lester K. Little
 (février 2017).
Lester Knox Little, né en 1935, est un historien médiéviste américain. 
Il a enseigné au Smith College de Northampton, aux États-Unis, dans l'État du Massachusetts.

## Biographie
Il est l'auteur d'une œuvre pionnière en matière d'histoire sociale de la religion. Il a notamment fait des recherches pionnières sur le rôle des malédictions rituelles dans l'histoire monastique, sociale et économique du Moyen Âge.
Il s'est penché en particulier sur l'histoire médiévale de la France et de l'Italie.